# Сан Матео (окръг)
Вижте пояснителната страница за други значения на Сан Матео.
Сан Матео (на английски: San Mateo, в превод от испански „Свети Матей“) е окръг в района на Санфранциския залив, щата Калифорния, САЩ. При преброяването на населението в САЩ през 2020 г. населението е 764 442 души. Окръжният му център е град Редуд Сити. Два града на окръга, Менло Парк и Редуд Сити, се намират в Силициевата долина.

## География
Окръг Сан Матео има обща площ от 1919 km². Сушата е 1163 km², а водната площ е 756 km² или 39,40% от общата.
Окръг Сан Матео е централно разположен в района на залива на Сан Франциско. Граничи на север с града-окръг Сан Франциско, на юг с окръг Санта Клара, на изток със Санфранциския залив, а на запад с Тихия океан.
Окръг Сан Матео се намира между Сан Франциско и Силициевата долина в район, който се нарича Полуострова на Сан Франциско, тъй като Санфранциският залив е от едната страна, а Тихият океан е от другата.

## История
Окръг Сан Матео е създаден от земи, съставляващи части на окръзите Сан Франциско и Санта Круз през 1856 г.

## Население
В окръг Сан Матео живеят около 764 442 души според данни на Бюро за преброяване на населението от 2020). От тях белите са 59,5%, 21,9% от латиноамерикански произход, 20% са с азиатски произход, чернокожите са 3,5%, и други (сумата е над 100% тъй като латиноамериканците може да са от която и да е раса)(2000). Единствен град Дейли Сити е с население над 100 000 души от всички градове в окръг Сан Матео. При преброяването 2000 г. в окръг Сан Матео 195 души са отбелязали, че са от български произход.

### Градове
По-голямата част от градовете в окръг Сан Матео са разположени от страната на Санфранциския залив. Най-големият град е Дейли Сити, който е и най-близкият до
Сан Франциско, разположен в северната част на окръга, а Редуд Сити е окръжния център.
| - Атертън - Белмонт - Бризбейн - Бърлингейм - Дейли Сити - Ел Гранада - Западен Менло Парк - Източен Пало Алто - Колма - Ла Хонда | - Лома Мар - Менло Парк - Милбрей - Монтара - Мос Бийч - Пасифика - Пескадеро - Портола Вали - Принстън - Редуд Сити | - Сан Бруно - Сан Грегорио - Сан Карлос - Сан Матео - Удсайд - Фостър Сити - Хаф Мун Бей - Хилсбъро - Южен Сан Франциско |

### Други населени места
- Бродмур
- Емералд Лейк Хилс
- Северен Феър Оукс
- Скай Лонда
- Хайлендс-Бейуд Парк

## Транспорт и пътища
В окръг Сан Матео има богат избор от обществен транспорт. БАРТ – метрото има метростанции в някои от градовете на окръг Сан Матео. КалТрейн или Калифорнийският влак е пътнически влак спиращ в много градове в окръг Сан Матео. Автобуси на СамТранс също минават през многобройни места на окръг Сан Матео. През окръг Сан Матео също минават 2 от големите магистрали на Полуострова, 101 и 280, а път 92 по Моста Сан Матео, най-дългият мост в Района на Залива, дава лесен достъп до Източния залив, район от източната (другата) страна на залива на Сан Франциско. През окръга минават също и други калифорнийски щатски пътища, като търговския Ел Камино Реал и живописната магистрала 1 по брега на Тихия океан.

## Образование
Окръг Сан Матео е на второ място от окръзите в цяла Америка по образованост на населението (изт.: Американски градове онлайн, USA Cities Online).

## Икономика
С най-голям процент от икономиката на окръг Сан Матео са работите свързани с бизнес услугите – 18%, следва търговията с 15%, окръжното управление 10%, и по 9% всяко от: образование и здравните услуги; свързани с развлечения, хотелиерство, ресторантьорство и т.н.; производството; както и други. (изт.: 2005, SustainableSanMateo.org)
Съотношението на средния доход на глава от населението в най-богатия град в окръга Атертън към най-бедния Редуд Сити е 7:1. Безработицата е била 3,9% през 2004 година. Само 15% от домакинствата в окръг Сан Матео могат да си позволят да си купят къща на средна цена. (изт.: 2005, SustainableSanMateo.org)
В окръг Сан Матео се намират централите на Visa Inc., Sony Interactive Entertainment, Electronic Arts, YouTube, Genentech, GoPro и Gilead Sciences, както и центърът на фирми за рисков капитал в Менло Парк и няколко други компании, свързани с технологиите.

## Природа
Тихият океан е естествена западна граница на окръга. Окръг Сан Матео граничи на изток със Санфранцисканския залив. В окръг Сан Матео има многобройни градски, окръжни и щатски паркове. Пример за един такъв парк е Койоти Пойнт парк. Поради това, че повечето градове са предимно жилищни райони, голяма част от тях са добре озеленени и поддържани.
Язовири
Езера
Лагуни
Реки
Гори

## Религия
Религиозна принадлежност на населението на окръг Сан Матео:
- Католическа – 69,6%
- Еврейска – 8,3%
- Презвитерианска – 3,5%
- Мормонска – 3,2%
- Епископална – 2%
- Обединена методическа – 1,4%
- Мюсюлманска – 1,3%
- Събиране на Господа – 1%
- ЕЛКА – 1%
- Баптистка – 0,9%

(изт. Университет на Южна Калифорния, Център за религиозна и гражданска култура, 2000)
- Православие – 0,0043%, 3052 души (базира се на 707 161 души общо население), включително и български православни жители. (източник Асоциацията за архив на религиозните данни) Архив на оригинала от 2007-01-01 в Wayback Machine.

## Политика
На президентските избори през 2004, 78,32% от населението на окръг Сан Матео е гласувало. От гласувалите, 69,67% са подкрепили демократическия кандидат Джон Кери, а 29,33% са дали своят глас за републиканеца Джордж Уокър Буш. (изт.: окръг Сан Матео, www.shapethefuture.org)

### Резултати от президентски избори
| Година | Републиканска партия | Демократическа партия |
| ------ | -------------------- | --------------------- |
| 2004   | 29,20% 83 315        | 69,50% 197 922        |
| 2000   | 31% 80 296           | 64,30% 166 757        |
| 1996   | 29,20% 73 508        | 60,60% 152 304        |
| 1992   | 27,20% 75 080        | 54% 149 232           |
| 1988   | 42,90% 109 261       | 55,70% 141 859        |
| 1984   | 51,90% 135 185       | 46,90% 122 268        |
| 1980   | 48,80% 116 491       | 36,60% 87 335         |
| 1976   | 50,60% 117 338       | 44,40% 102 896        |
| 1972   | 52,80% 135 377       | 42,80% 109 745        |
| 1968   | 43,70% 98 654        | 47,20% 106 519        |
| 1964   | 35,50% 77 916        | 64,30% 140 978        |
| 1960   | 51,70% 104 570       | 48% 97 154            |

### Съседни окръзи
- Сан Франциско (на север)
- Санта Клара (на югоизток)
- Санта Круз (на юг)

### Районът
- Район на Санфранцисканския залив